# Encarnación Cubas Báez
Encarnación Cubas Báez (Las Palmas de Grand Canaria, 15 de dezembro de 1831 - 28 de março de 1915) foi uma escritora espanhola. Foi a quarta filha do casal formado por Juan Cubas e Dores Báez, e sua infância esteve marcada pelo trágico falecimento de sua mãe.
A 4 de outubro de 1850 casou-se com o músico, escritor e historiador das Canárias Agustín Milhares Torres e deste casamento nasceram onze filhos, entre eles os escritores Luis y Agustín Millares Cubas e Dolores Millares Cubas. Sua vida decorreu, portanto, rodeada de uma constante actividade intelectual e até sua própria casa converteu-se muitas vezes num pequeno teatro no que seus filhos e filhas interpretavam obras musicais ou representavam primeiro as obras que para eles escrevia seu pai e posteriormente as que  começaram a escrever eles mesmos. Este intenso ambiente intelectual e criativo que rodeou sua vida fez que sua "personalidade ficasse eclipsada".
Faleceu em sua cidade natal a 28 de março de 1915.

## Obra

### Poesia
Encarnación Cubas Báez foi uma poeta de breve produção, de "extraordinária sensibilidade". Alguns de seus poemas foram publicados em 1882, com o pseudónimo de "María", na revista do Museu Canario. Em meados do século XX voltaram a publicar-se alguns de seus poemas em jornais e nas revistas Millares e Mulheres na ilha.
Sua obra poética é composta geralmente por romances, de ambiente naturalista e desprende uma preocupação para além do resultado do interesse da autora pela correntes espiritistas de sua época.
Juan Manuel Trujillo Torres projectou empreender a tarefa de reunir sua obra poética mas este trabalho nunca chegou a se realizar.

### Prosa
Encarnación Báez Cubas escreveu também umas "Memórias de infância e juventude" que englobaram vinte anos de sua vida, desde seu nascimento até aproximadamente no ano 1852. Estas lembranças escreve-os em instâncias de seu filho Agustín e estavam destinadas a que seus descendentes conhecessem as origens de sua família mas, ainda que azaradamente ficaram incompletas, constituem também um interessante depoimento da vida quotidiana no Bairro de Vegueta de Las Palmas de Grand Canaria entre os anos trinta e quarenta do século XIX, narrado desde uma percepção plena de realismo feminino. Seu talento narrativo põe-se especialmente em manifesto numa espécie de addenda a estas memórias na que de narra uma viagem desde Las Palmas  a Utiaca.
Estas memórias foram publicadas em 2006 por Lothar Siemens Hernández.